# Punikve
Punikve su naseljeno mjesto u Republici Hrvatskoj u Varaždinskoj županiji. 

## Zemljopis
Administrativno su u sastavu grada Ivanca. Naselje se proteže na površini od 2,12 km². 

## Stanovništvo
Prema popisu stanovništva iz 2001. godine u Punikvama živi 457 stanovnika i to u 128 kućanstava. Gustoća naseljenosti iznosi 215,57 st./km².
| broj stanovnika | 201   | 234   | 248   | 302   | 319   | 430   | 418   | 473   | 488   | 467   | 532   | 424   | 430   | 438   | 457   | 445   | 418   |
|                 | 1857. | 1869. | 1880. | 1890. | 1900. | 1910. | 1921. | 1931. | 1948. | 1953. | 1961. | 1971. | 1981. | 1991. | 2001. | 2011. | 2021. |

## Povijest
Stjepan Vuković 1939. godine otkrio je kamena oruđa vrlo starog kulturnog stupnja. Paleolitsko nalazište
... su otvoreni tereni oranica i duboko usječene i erodirane kolotečine i vododerine na području sela Punikve što se nalazi istočno od mjesta Ivanca. Na tome je nalazištu sakupljena jedna vrlo stara paleolitska kamena industrija razasuta po površini zemlje.
To su ručni klinovi, šiljci, cjepači, grebala i druga primitivna gruba oruđa. Oblikovana su za udaranje, a glavna im je karakteristika glomaznost i surova obrada. Nalazi iz Punikvi su na najnižem mjestu u paleolitskoj kronološkoj skali, koja pripada tzv. ranom ašelenskom stupnju (franc. acheuléen, drugo razdoblje starijeg kamenog doba) sa "vidljivo izraženom šelenskom tradicijom." (franc. chelléen, najstarija faza paleolitika u razvoju Zemlje).
Između nađenih oruđa nalazišta Punikve izdvaja se vrlo lijepo obrađen i tipičan primjerak ručnog klina (Faustkeil) eliptičnog ili ovalnog oblika. Izrađen je iz kremena koji je jače patiniran i raznobojan od bijelo-žute-smeđe do sive boje. Njegova duljina iznosi oko 17 centimetara, a debljina nešto više od 3,5 centimetara. On se razlikuje od ostalih paleolitskih kamenih artefakata iz tog nalazišta po tome, što je u poređenju s njima znatno ljepše oblikovan i pomnije obrađen.
Ocjenjujući vrijednost nalaza kod Punikvi S. Vuković zaključuje da se radi o izrazitim primjercima jedne kamene industrije koja pripada donjem paleolitiku. Temeljni oblici ove vrste oruđa i njihova pretežno dvostrana obrada s izraženom naveruganošću oštrica jasni su elementi ranoacheuléenskog kulturnog stupnja.
Nalazi iz Punikvi su najstarije kamene rukotvorine otkrivene do danas na području Hrvatske. Starost nađenih oruđa procjenjuje se na 500.000 godina, što ovo nalazište čini značajnim u europskim razmjerima.
Mjesto se spominje u 1304. godine kada je magistar Konstancije u Beli dao kao predij (u zakup) posjed Punikve loborskom plemiću Tomi Crnom.
...tako dugo dok budu nama i našem redu vjerni da ga drže i posjeduju pod tim uvjetima da zemlju održe i služe dobrom obradbom polja i podizanjem zgrada. Zato ih oslobađamo (tereta) dvije godine. A pošto se navrše dvije godine Toma i njegovi nasljednici s njihovim jobagionima (slobodnjacima) sva svoja prava i službe prema starom običaju vlastelinstva Bele biti će dužni plaćati nama i našem redu svake godine bez ikakvog prosvjeda; uz dodatak, neka ne ulaze u naše ribarenje, lov, žirenje i gradnju novog mlina, ako nemaju našu posebnu dozvolu.